# Densign White
Densign Emmanuel White (Wolverhampton, 21 de diciembre de 1961) es un deportista británico que compitió en judo. Ganó una medalla en el Campeonato Mundial de Judo de 1987, y tres medallas en el Campeonato Europeo de Judo entre los años 1987 y 1990.
Participó en tres Juegos Olímpicos de Verano entre los años 1984 y 1992, sus mejores actuaciones fueron dos quintos puestos logrados en Los Ángeles 1984 y Seúl 1988, ambos en la categoría de –86 kg.

## Palmarés internacional
| Campeonato Mundial | Campeonato Mundial | Campeonato Mundial | Campeonato Mundial |
| Año                | Lugar              | Medalla            | Categoría          |
| ------------------ | ------------------ | ------------------ | ------------------ |
| 1987               | Essen (RFA)        | Medalla de bronce  | –86 kg             |
| Campeonato Europeo |                    |                    |                    |
| Año                | Lugar              | Medalla            | Categoría          |
| 1987               | París (Francia)    | Medalla de plata   | –86 kg             |
| 1988               | Pamplona (España)  | Medalla de plata   | –86 kg             |
| 1990               | Fráncfort (RFA)    | Medalla de bronce  | –86 kg             |